# 穂川稔
穂川 稔（ほかわ みのる、1953年9月4日 - ）は、日本の実業家。
長野県出身。東京理科大学理学部応用化学科卒業。
キョーリン製薬ホールディングス株式会社代表取締役社長 兼 杏林製薬株式会社代表取締役社長。

## 略歴
- 1976年12月 杏林薬品株式会社入社
- 2006年1月 キョーリン製薬ホールディングス株式会社取締役
- 2010年6月 キョーリン製薬ホールディングス株式会社常務取締役
- 2010年6月 杏林製薬株式会社常務取締役
- 2012年6月 キョーリン製薬ホールディングス株式会社専務取締役
- 2012年6月 杏林製薬株式会社専務取締役
- 2015年6月 キョーリン製薬ホールディングス代表取締役社長(現任)[2]。
- 2016年6月 杏林薬品株式会社取締役
- 2017年6月 杏林薬品株式会社代表取締役社長(現任)[3]。